# Eublemma albostriata
Eublemma albostriata is een vlinder van de familie van de spinneruilen (Erebidae). De wetenschappelijke naam van deze soort is voor het eerst voorgesteld door Alfred Ernest Wileman en Reginald James West in een publicatie uit 1929. De spanwijdte bedraagt ongeveer 18 millimeter.
De soort komt voor op de Filipijnen (Luzon).